# Gustaf von Mengden
Gustaf von Mengden, född 17 april 1625, död 16 december 1688, var en svensk friherre och general.
Gustaf von Mengden var son till det livländska lantrådet och översten friherre Otto von Mengden. Han blev 1643 student vid universitetet i Dorpat, 1646 vid universitetet i Leiden och var 1653-1656 lantmarskalk i Livland. Senast 1656 blev han major och utmärkte sig under sommarens strider i kriget mot ryssarna där han var en av befälhavarna för en av generalmajor Heinrich Ernst Streiff von Lauenstein utsänd rekognosceringstrupp, som 21 juli besegrade en rysk trupp. En kort tid därefter blev Gustaf von Mengden skjuten genom kroppen under en strid vid floden Aa. Under Karl X Gustavs andra danska krig befann han sig hösten 1658 i Helsingör och i februari 1659 i Stettin. 1660 blev von Mengden livländskt lantråd och 1664 assessor i Dorpats hovrätt. Han ledde 1662 en livländsk deputation till Stockholm och var 1666 en av fyra delegater som tillsammans med Simon Grundel-Helmfelt förhandlade fram ett traktat med Ryssland i Plisua nära Narva.
1668 blev Gustaf von Mengden överste för den livländska adelns rusttjänst och var 1675-1678 generalmajor i svensk tjänst. Faderns misslyckade tredje äktenskap ledde dock till en förbittrad fejd mellan makarnas släktingar, och Gustaf utmanades på duell av styvmoderns svåger Jacob Staël von Holstein. Duellen ledde till att Gustaf sköt ihjäl Jacob Staël von Holstein, och som han hade haft hjälp av sin äldste son överstelöjtnanten Otto Reinhold von Mengden tvingades de båda till landsflykt i Kurland, varifrån han fortsatte till Danzig och Köpenhamn. Gustaf von Mengdens son Otto Reinhold dömdes 1680 till döden i sin frånvaro och uppges ha dött i landsflykt, men själv kunde Gustaf återkomma 1682 efter att ha erlagt en bot på 3.000 daler silvermynt.
Före sin landsflykt hade Gustaf von Mengden fått kritik från den livländska adeln för att ha varit för samarbetsvillig med Karl XI i hans försök att genomföra reduktionen i Livland. Efter sin återkomst blev han dock ledare för den livländska adelns motstånd mot reduktionen. Han var 1687 ledamot av kommissionen för generalrevision av haketalsjämkningen i Livland.
Gustaf von Mengden är även känd som författare av koraler och religiösa dikter samt en smädeskrift, i vilken han kallade fem svenska reduktionsmän Düwelskinder (djävulsbarn).